# Čehoslovačka ženska hazenaška reprezentacija
Čehoslovačka ženska hazenaška reprezentacija predstavljala je Čehoslovačku na međunarodnim natjecanjima u hazeni. Krovna organizacija bio je Československý svaz házené.
Bile su nepobjedive u svoje vrijeme. Nisu izgubile niti jednu utakmicu sve do završnice svjetskog prvenstva 1934., kada su izgubile od Jugoslavije u kojoj su skoro sve igračice bile hrvatske hazenašice.

## Vanjske poveznice
- Hrvatski rukometni savez